# Gmina Rødovre
Gmina Rødovre (duń. Rødovre Kommune) – jedna z gmin w Danii w regionie stołecznym (do 2007 r. w okręgu Kopenhagi (Københavns Amt)).
Siedzibą władz gminy jest Rødovre. 
Oryginalnie gmina Rødovre powstała w 1901 roku.  W obecnym  została utworzona 1 kwietnia 1970 r. na mocy reformy podziału administracyjnego Danii. Kolejna reforma w 2007 r. potwierdziła status gminy.

## Dane liczbowe
- Liczba ludności: (♀ 17 499 + ♂ 18 813) = 36 312
  - wiek 0-6: 8,2%
  - wiek 7-16: 12,0%
  - wiek 17-66: 63,4%
  - wiek 67+: 16,3%
- zagęszczenie ludności: 3026,0 osób/km²
- bezrobocie: 4,6% osób w wieku 17-66 lat
- cudzoziemcy z UE, Skandynawii i USA: 133 na 10 000 osób
- cudzoziemcy z krajów Trzeciego Świata: 466 na 10 000 osób
- liczba szkół podstawowych: 7 (liczba klas: 176)